# Oslo villamosvonal-hálózata
Oslo villamosvonal-hálózata (norvégul: Trikken i Oslo) egy hat vonalból és 99 megállóból álló villamoshálózat Norvégia fővárosában, Oslóban. A hálózat normál nyomtávolságú, 750 V egyenárammal villamosított.

## Története
A város vasúti közlekedése 1875-ben indult el lóvontatással egy rövid vonalon. 1878-ban a hálózatot kibővítették. Az első villamos 1894-ben indult el, 1900-ra az összes vonalon lecserélték a lovakat villamosra.

## Vonalak
| Viszonylat | 2020-as útvonal                                                                     |                                                                                     |
| ---------- | ----------------------------------------------------------------------------------- | ----------------------------------------------------------------------------------- |
| 11         | Majorstuen–Homansbyen-Stortorvet–Grünerløkka-Torshov–Storo–Disen–Kjelsås            |                                                                                     |
| 12         | Majorstuen–Frogner–Aker brygge–Grünerløkka–Torshov–Storo–Disen–Kjelsås              |                                                                                     |
| 13         | (Bekkestua)-Lilleaker–Skøyen–Nationaltheateret– Ekeberg–Holtet–Ljabru               |                                                                                     |
| 17         | Rikshospitalet–Ullevål–Bislett-Stortorvet–Carl Berners plass–Sinsen–Grefsen stasjon | Rikshospitalet–Ullevål–Bislett-Stortorvet–Carl Berners plass–Sinsen–Grefsen stasjon |
| 18         | Rikshospitalet–Ullevål–Bislett-Stortorvet–Grünerløkka-Torshov-Storo-Grefsen stasjon | Rikshospitalet–Ullevål–Bislett-Stortorvet–Grünerløkka-Torshov-Storo-Grefsen stasjon |
| 19         | Majorstuen–Briskeby–Nationaltheateret–Ekeberg–Holtet–Ljabru                         |                                                                                     |